# Bruce Flowers
Bruce Douglas Flowers (Rochester, Nueva York, 13 de junio de 1957) es un exjugador de baloncesto estadounidense que jugó 6 temporadas en la liga italiana y una temporada más en la NBA. Con 2,03 metros de estatura, lo hacía en la posición de ala-pívot.

## Trayectoria deportiva

### Universidad
Jugó durante cuatro temporadas con los Fighting Irish de la Universidad de Notre Dame, en las que promedió 8,8 puntos y 5,7 rebotes por partido. Es el jugador que más faltas personales ha cometido en la historia de los Irish, con 378.

### Profesional
Fue elegido en la vigésimo sexta posición del Draft de la NBA de 1979 por Cleveland Cavaliers, pero tras no encontrar hueco en la plantilla se marchó a jugar a la liga italiana, al Gabetti Cantù, donde jugó 3 temporadas en las que promedió 17.4 puntos y 10,9 rebotes por partido, logrando un título de liga, una Recopa de Europa y una Copa Intercontinental.
En 1982 regresa a su país para fichar finalmente por los Cavs, donde juega una única temporada, en la que promedió 4,9 puntos y 3,4 rebotes en 53 partidos disputados.
En 1984 regresa a la liga italiana para fichar por el Banco Roma, donde jugó dos temporadas, y en 
las que acumuló otros dos títulos de equipo: una nueva Intercontinental en 1985 y la Copa Korać en 1986. Disputó 67 partidos, en los que promedió 17,5 puntos y 9,4 rebotes. Jugó una última temporada en el Aurora Desio de la Serie A2 antes de retirarse definitivamente.

## Estadísticas de su carrera en la NBA

### Temporada regular
| Temporada | Edad | Equipo              | Liga | P  | TIT | MIN  | TC  | TCA | %TC  | 3P  | 3PA | %3P  | TL  | TLA | %TL  | R.OF. | R.DEF. | REB | ASIS | ROB | TAP | PER | FP  | PTS |
| 1982-83   | 25   | Cleveland Cavaliers | NBA  | 53 | 5   | 13.2 | 2.1 | 3.9 | .534 | 0.0 | 0.0 | .000 | 0.8 | 1.0 | .774 | 1.3   | 2.1    | 3.4 | 0.9  | 0.4 | 0.2 | 0.8 | 1.9 | 4.9 |
| Total     |      |                     | NBA  | 53 | 5   | 13.2 | 2.1 | 3.9 | .534 | 0.0 | 0.0 | .000 | 0.8 | 1.0 | .774 | 1.3   | 2.1    | 3.4 | 0.9  | 0.4 | 0.2 | 0.8 | 1.9 | 4.9 |